# Brahmaea conchifera
Brahmaea conchifera är en fjärilsart som beskrevs av Butler 1880. Brahmaea conchifera ingår i släktet Brahmaea och familjen Brahmaeidae. Inga underarter finns listade i Catalogue of Life.

## Bildgalleri

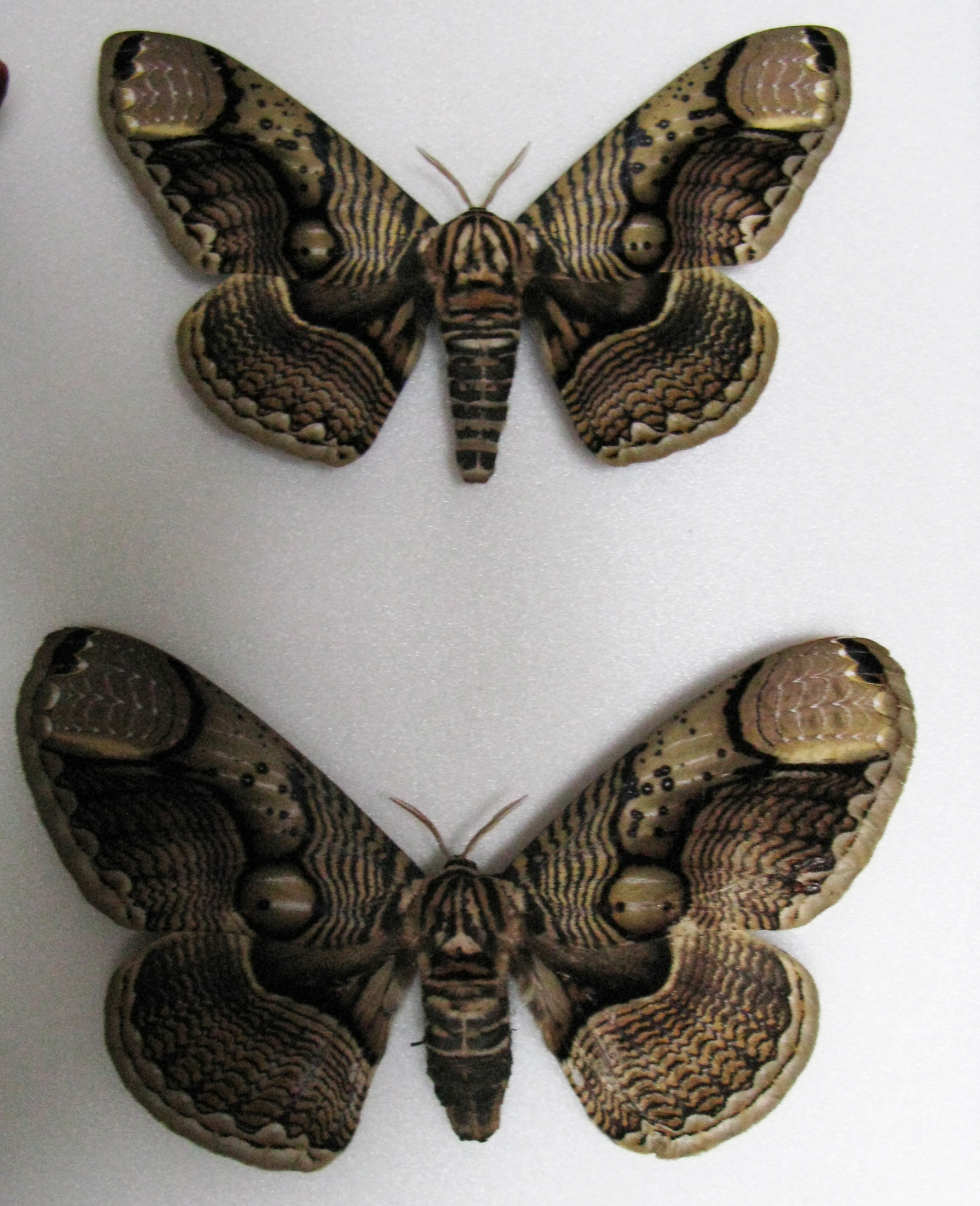
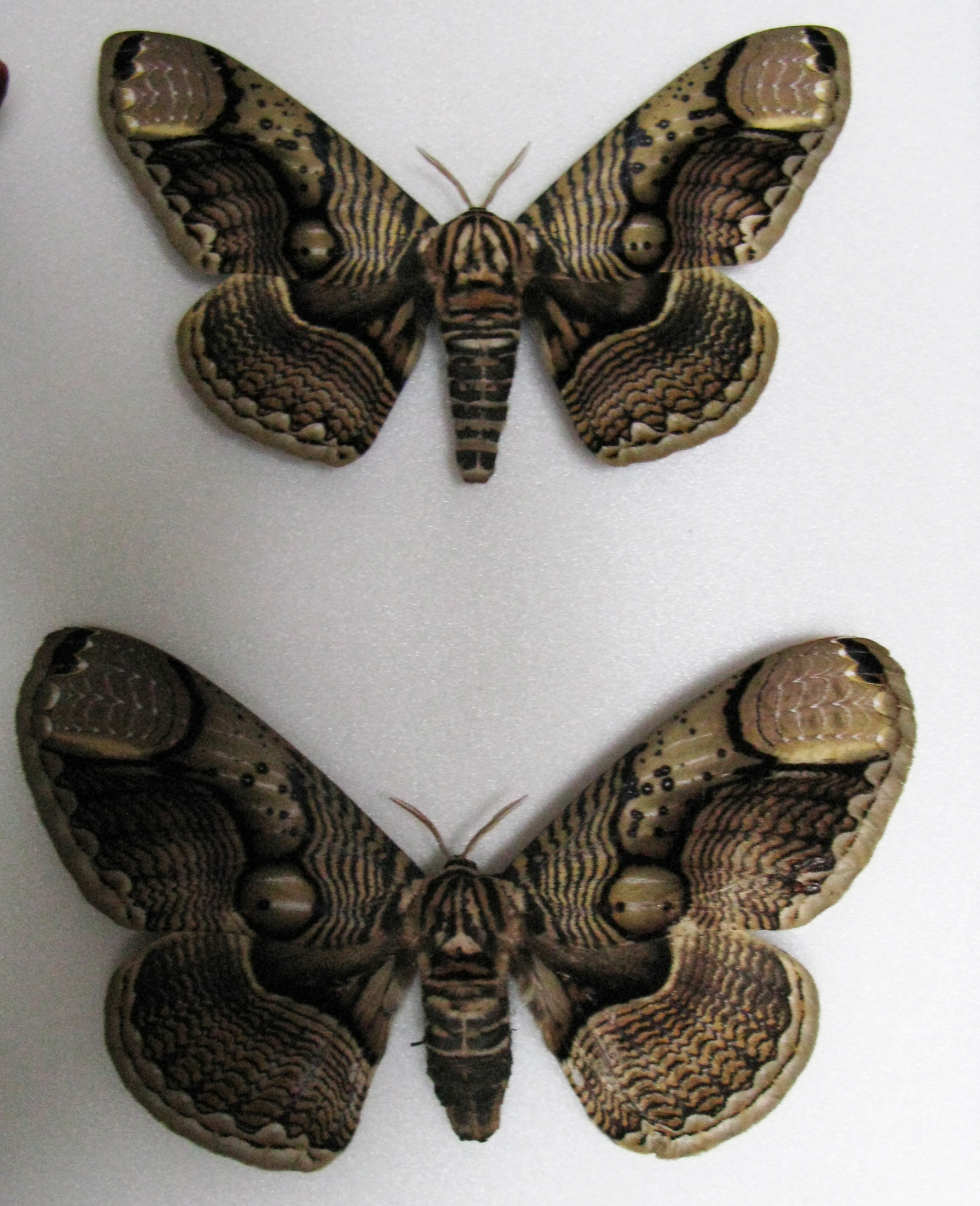